# Ficedula albicollis

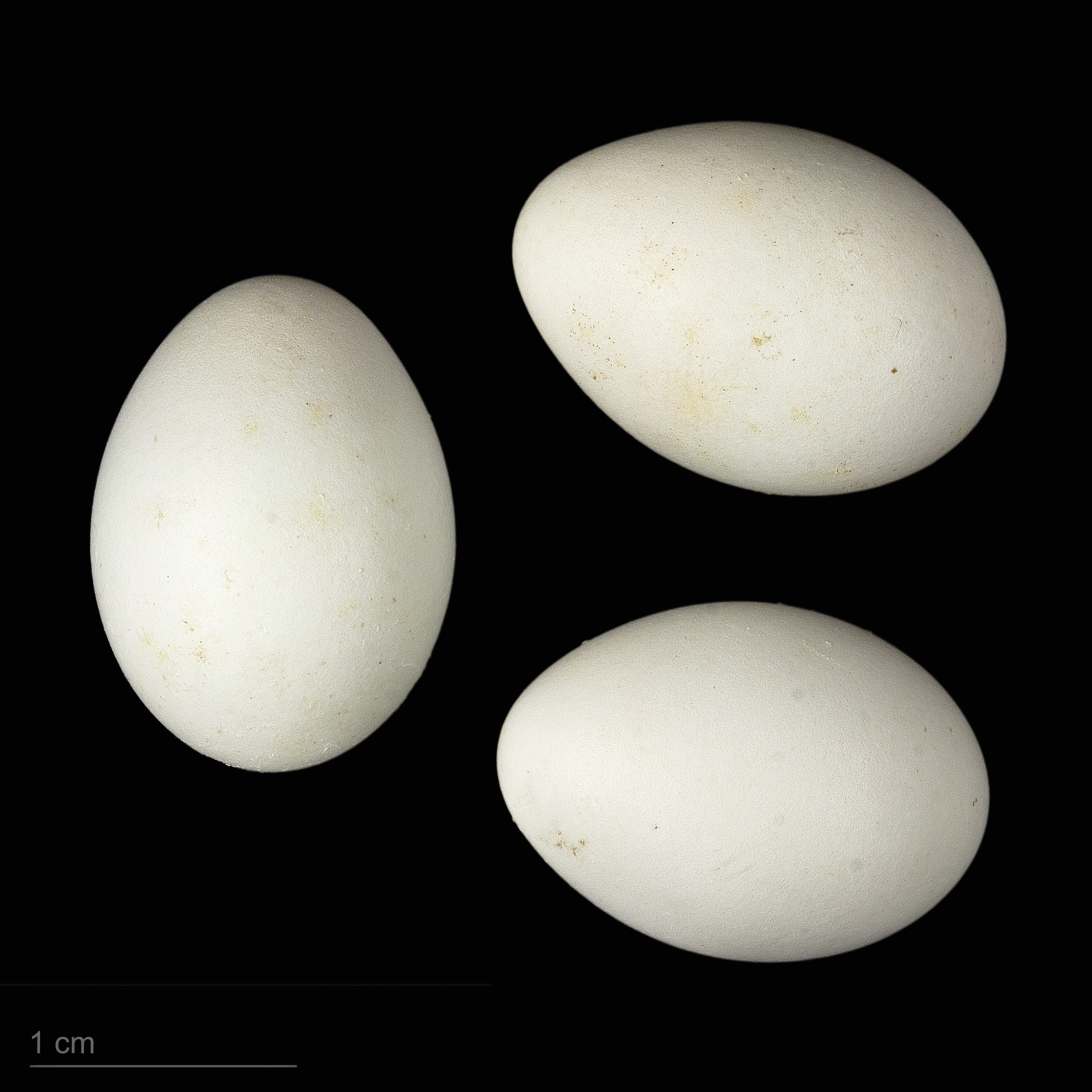
Uova di Ficedula albicollis - Museo di Tolosa

La balia dal collare (Ficedula albicollis (Temminck, 1815)) è un uccello passeriforme della famiglia Muscicapidae.

## Descrizione
È un passeriforme con una lunghezza media di 13 cm e un peso di 10 g.
L'apertura alare e di circa 24 cm.
Il piumaggio primaverile del  maschio è nero sulla testa e sulle parti superiori mentre è bianco nelle parti inferiori, macchia alare e  sui bordi della coda. Il bianco della gola si estende fino alla nuca a formare un esteso collare. In autunno il piumaggio somiglia a quello della femmina, con riduzione del collare e dei segni bianchi.
Il piumaggio della femmina è più grigio, si distingue dalla balia nera per i segni sulle ali più marcati.

## Biologia

### Alimentazione
Cattura mosche ed altri insetti in volo, partendo da posatoi e si nutre spesso a terra.  Frequenta boschi vicino all'acqua. Nidifica nei buchi dei muri e degli alberi e in casette nido.

## Distribuzione e habitat
In Italia ci sono poche nidificazioni, in primavera inoltrata in habitat boschivi, è visibile anche nei periodi della migrazioni, è visibile anche in quasi tutta l'Europa, Africa, ed Asia del nord.

## Conservazione
Ficedula albicollis ha un ampio areale ed una popolazione molto numerosa e pertanto la IUCN Red List la classifica come specie a rischio minimo (Least Concern).